# Otto von Moltke (Politiker)

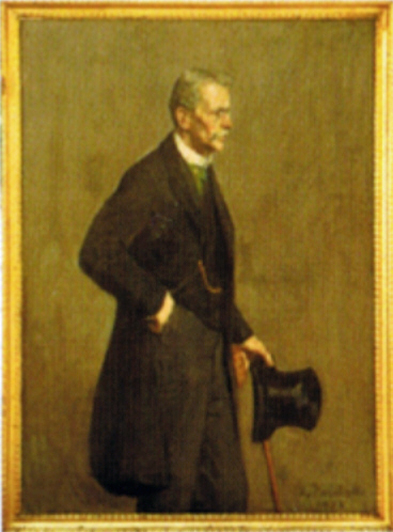
Otto Julius Graf von Moltke (1847–1928)

Otto Julius Graf von Moltke (* 19. Oktober 1847 in Itzehoe; † 2. März 1928 in Berlin) war Klosterpropst, Offizier und Mitglied des Deutschen Reichstags.

## Leben
Moltke besuchte die Gymnasien in Brieg und Potsdam und die Universität Berlin. 1867 trat er in das 6. Dragoner-Regiment ein und machte den Deutsch-Französischen Krieg 1870/71 mit. Zwischen 1872 und 1875 war er auf der Kriegsakademie und von 1877 bis 1891 mit Unterbrechungen durch Frontdienst im Generalstab tätig. 1891 nahm er den Abschied als Major. Am 2. April 1891 wurde er zum Klosterpropst in Uetersen gewählt und trat aus gesundheitlichen Gründen am 1. Dezember 1912 von seinem Amt zurück.
Ab 1893 war er Mitglied des Deutschen Reichstags für den Wahlkreis Provinz Schleswig-Holstein 6 Pinneberg, Segeberg und die Deutsche Reichspartei. Sein Mandat wurde am 18. April 1894 für ungültig erklärt. Von 1893 bis 1918 war er auch Mitglied des Preußischen Abgeordnetenhauses und vertrat dort ebenfalls den Wahlkreis Pinneberg.